# آسمان پاک
تعهد مشترک آسمان پاک (به انگلیسی: The Clean Sky Joint Undertaking)(مخفف:CSJU) یک شراکت عمومی-خصوصی بین کمیسیون اروپا و صنعت هوانوردی اروپا است که فعالیت‌های تحقیقاتی را برای تولید هواپیماهایی که به طور قابل توجهی آرام‌تر و دوست‌دار محیط زیست‌تر هستند، هماهنگ و تأمین مالی می‌کند. CSJU مدیریت برنامه‌های Clean Sky (CS) و Clean Sky 2 (CS2) را بر عهده دارد و به عنوان برجسته‌ترین نهاد تحقیقاتی هوانوردی در اروپا شناخته می‌شود.
صنعت هوانوردی به دلیل توانایی خود در نوآوری و تغییر زندگی میلیون‌ها نفر شناخته شده است. همچنین، به دلیل پیچیدگی سخت‌افزار و سیستم‌های خود، چرخه‌های تحقیق و توسعه در این صنعت بسیار طولانی است (زمان لازم برای تبدیل یک ایده از طرح اولیه تا محصول بازار در این صنعت معمولاً بین ۲۰ تا ۳۰ سال است). به همین دلیل خطر مرتبط با سرمایه‌گذاری در مقیاس بزرگ که برای پیشبرد پیشرفت‌های فناورانه لازم است، بسیار بالا است. در عین حال،  این صنعت در حال حاضر حدود ۳٪ از انتشار کربن تولیدشده توسط انسان در زمین را دربرمی‌گیرد و پیش‌بینی می‌شود که در سال‌های آینده به طور قابل توجهی افزایش یابد، زیرا جوامع مدرن خواستار ارتباط بهتر بین مردم، کشورها و مناطق هستند.
بنابراین، CSJU قصد دارد نهادی باشد که نقش اصلی را در تحقق اهداف زیست‌محیطی شورای مشاوره‌ای برای تحقیقات هوانوردی در اروپا (ACARE) برای سال ۲۰۲۰ برای صنعت ایفا کند. این اهداف عبارتند از:
برنامه اولیه Clean Sky، که از سال ۲۰۰۸ تا ۲۰۱۶ اجرا شد، بودجه‌ای به میزان ۱.۶ میلیارد یورو داشت. نیمی از این مبلغ توسط بسته تحقیقات و نوآوری ۷ کمیسیون اروپا و نیمی دیگر توسط کمک‌های مالی و غیرنقدی از رهبران صنعت تأمین شد.